# Kuranda namiana
Kuranda namiana är en insektsart som beskrevs av Van Stalle 1986. Kuranda namiana ingår i släktet Kuranda och familjen Derbidae. Inga underarter finns listade i Catalogue of Life.